# Pardes Chana – Karkur
Pardes Chana – Karkur (hebrejsky פַּרְדֵּס חַנָּה-כַּרְכּוּר, v oficiálním přepisu do angličtiny Pardes Hanna-Karkur) je místní rada (menší město) v Izraeli, v Haifském distriktu, které vzniklo roku 1969 sloučením dosud samostatných obcí Pardes Chana a Karkur.

## Geografie

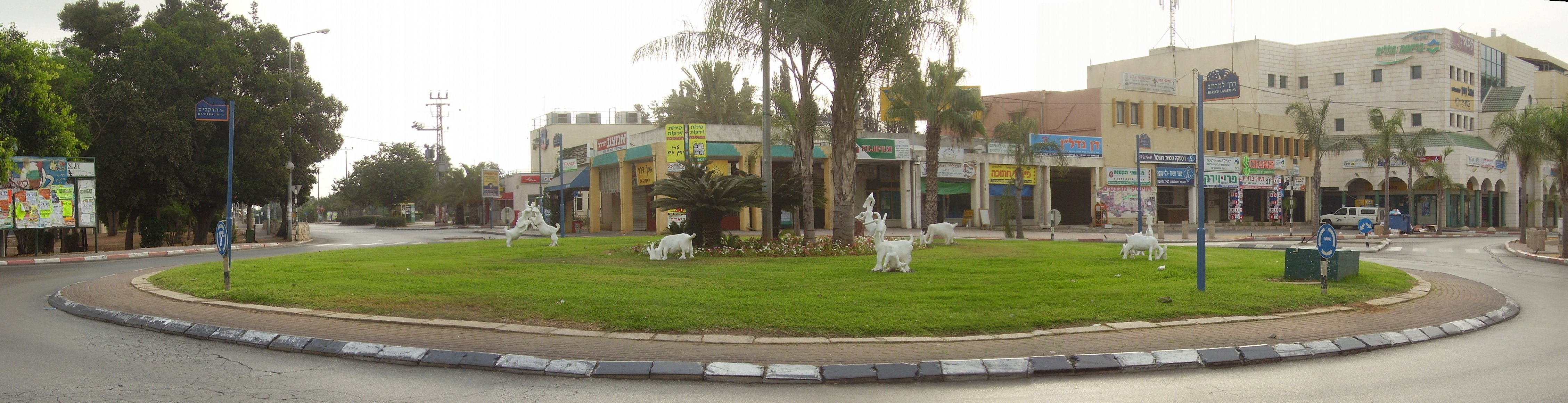
Náměstí Kikar ha-Nasi v centru Pardes Chana-Karkur

Leží v nadmořské výšce 60 m v pobřežní nížině, která severovýchodně od města vybíhá do údolí Bik'at ha-Nadiv. Východně od města začíná region Vádí Ara. Severovýchodně od obce vede vádí Nachal Mišmarot, které severně od města ústí do vádí Nachal Barkan, které pak ústí do Nachal Ada. Jižně od města vede tok Nachal Chadera.
Je situováno přibližně 6 km severovýchodně od města Chadera, 48 km severoseverovýchodně od centra Tel Avivu a 37 km jižně od centra Haify. Pardes Chana – Karkur se nachází v hustě osídleném a zároveň intenzivně zemědělsky využívaném pásu cca 8 kilometrů od pobřeží Středozemního moře. Osídlení v tomto regionu je v naprosté většině židovské, pouze na východ odtud se nacházejí obce osídlené izraelskými Araby ve Vádí Ara, jako Kafr Kara.
Pardes Chana – Karkur je na dopravní síť napojena pomocí četných lokálních silnic (číslo 650, 651, 652). Západně od města procházejí severojižní tahy dálnice číslo 4 a dálnice číslo 2. Východně od města byla počátkem 21. století dobudována rovněž severojižně orientovaná dálnice číslo 6 (takzvaná Transizraelská dálnice). Obcí prochází pobřežní železniční trať. Nachází se tu železniční stanice Kejsarija-Pardes Chana. Při železniční trati, západně od města, se rozkládá velká průmyslová zóna.

## Dějiny

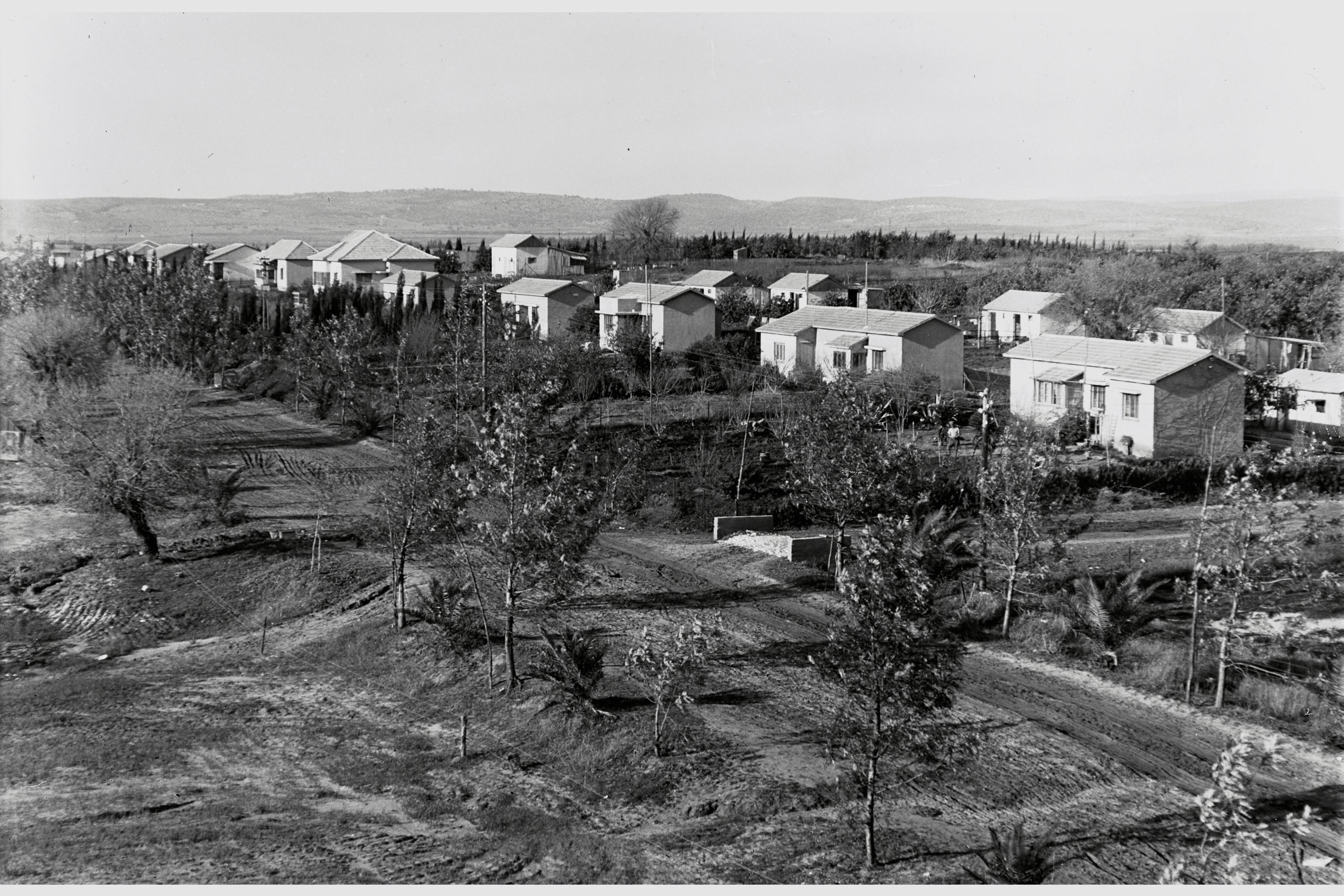
Celkový pohled na Pardes Chana v roce 1938

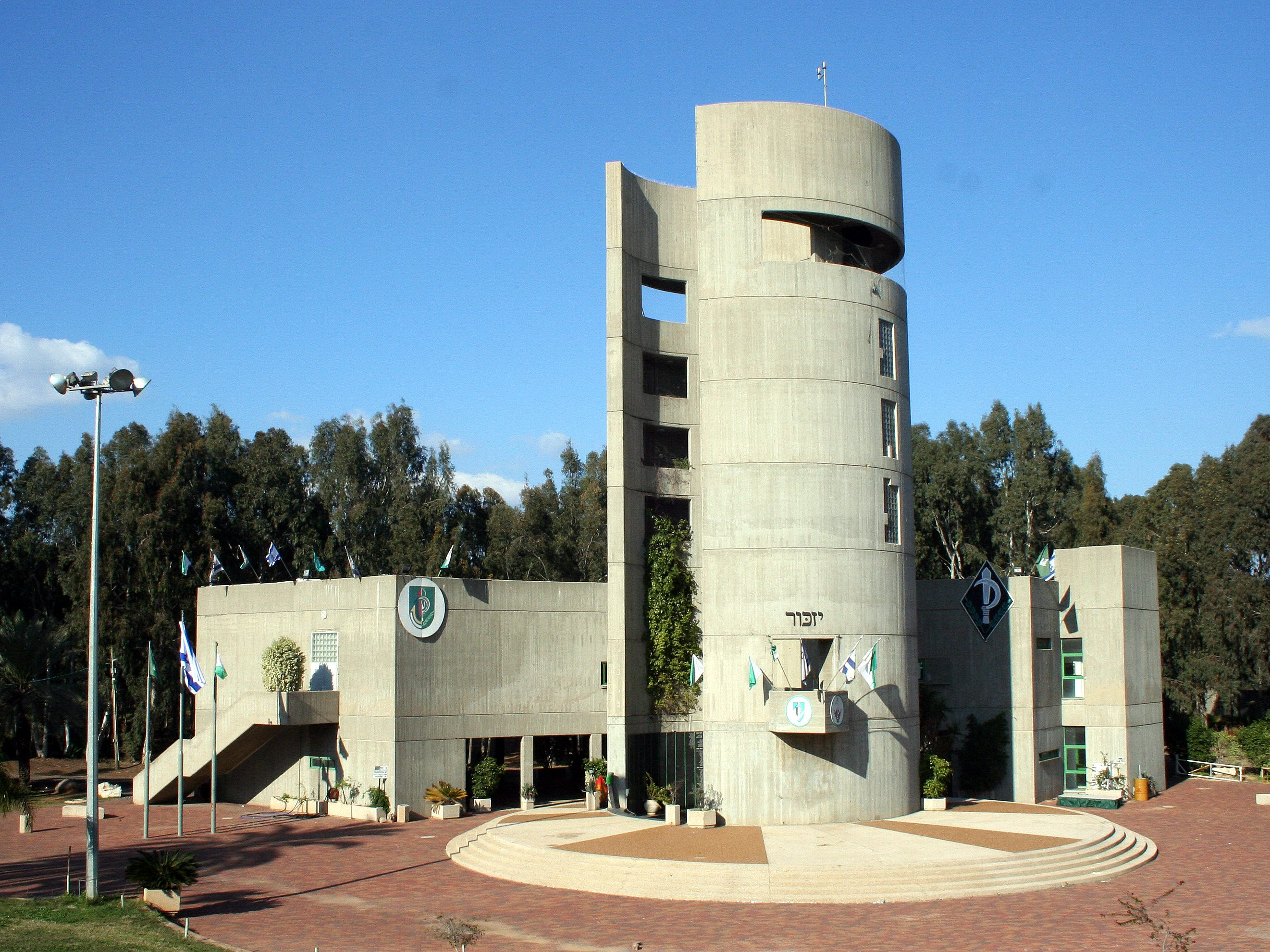
Pomník jednotek Nachal v Pardes Chana

Karkur byl založen roku 1913. Tehdy tu pozemky získala skupina Židů z Velké Británie sdružená v organizaci Achuzat London ha-Rišona (אחוזת לונדון הראשונה‎). Plánovaná osada byla pojmenována po arabském místním názvu. Ke skutečnému osídlení pozemků došlo až roku 1925, kdy tu vyrostly první domy. Šlo o zemědělskou vesnici organizovanou jako mošav (mošav ovdim). Roku 1927 v ní byla zřízena základní škola. Roku 1928 už tu žilo 150 lidí. Ve vesnici fungovala synagoga.
Osada Pardes Chana (doslova „Hanin citrusový sad“, podle Hany, dcery Nathana Mayera Rothschilda) vznikla nedaleko od Karkuru ve 20. letech 20. století. Vznik osady iniciovala od roku 1924 Jewish Colonization Association, která pokračovala v předchozích sponzorských a podnikatelských aktivitách Edmonda Jamese de Rothschilda. První roky se nepodařilo docílit výraznějšího osídlení. Problémem byl nedostatek vody a konflikty s Beduíny usazenými v okolí. Až roku 1929 zde byla založena soukromě hospodařící zemědělská vesnice typu mošava. Místní ekonomika byla založena na pěstování citrusů. Roku 1932 vznikla v osadě základní škola Alonim (אלונים‎), která sloužila i dětem z okolních židovských vesnic. Roku 1934 pak přibyla zemědělská odborná škola. V roce 1937 byla v Pardes Chana otevřena velká synagoga.

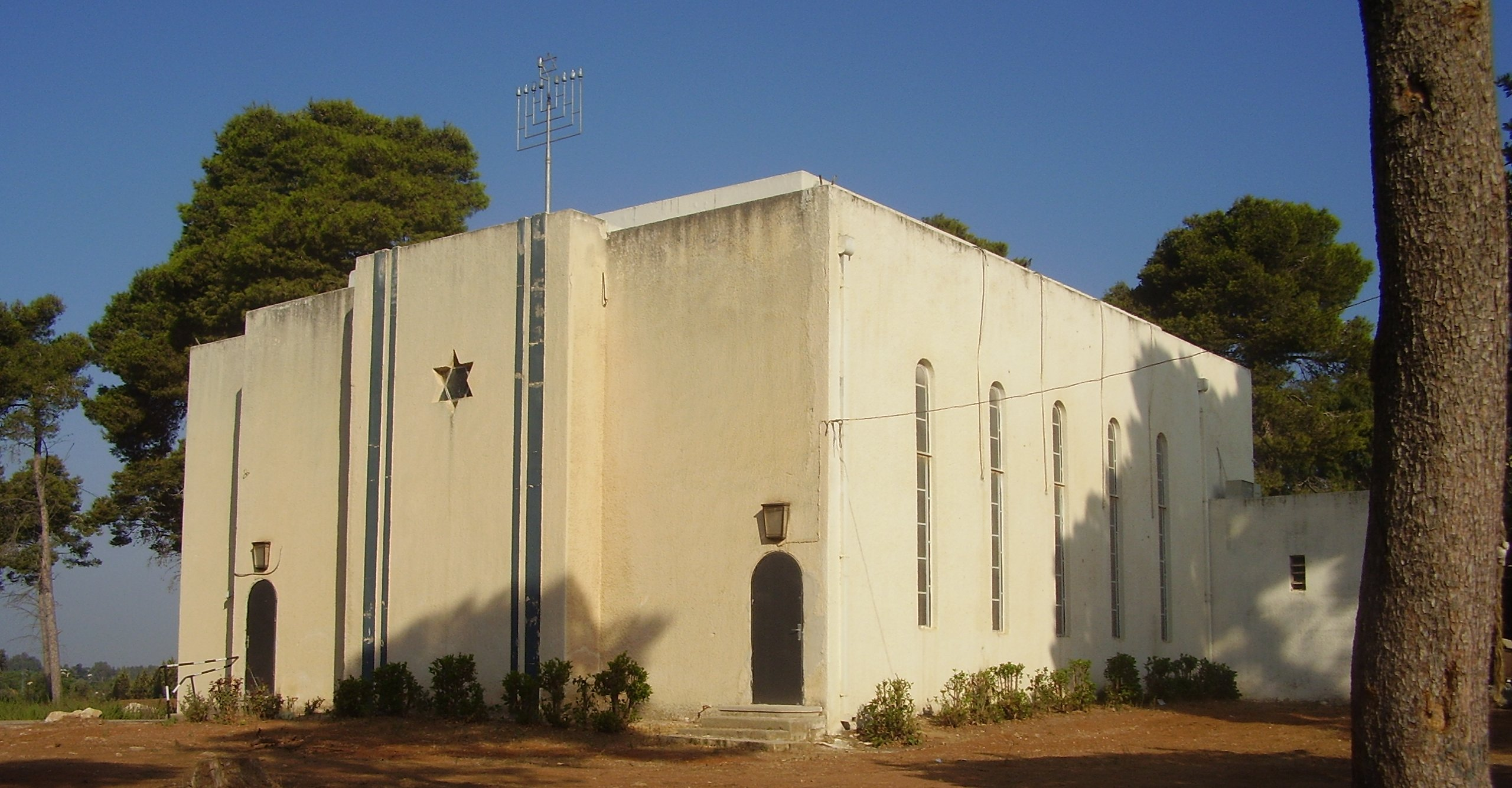
Velká synagoga postavená roku 1936 v Pardes Chana

V květnu 1936 během arabského povstání v mandátní Palestině zničili Arabové 5000 stromů na plantážích vesnice Karkur. V roce 1937 byli při arabských útocích zabiti dva místní obyvatelé. Při dalším útoku v květnu 1938 byl jeden obyvatel těžce zraněn.
Intenzivní osidlování zde vytvořilo již v 1. polovině 20. století územně kompaktní blok židovského osídlení. Pardes Chana i Karkur pak byly udrženy židovskými silami během první arabsko-izraelské války a oblast se stala součástí státu Izrael. K roku 1949 správní území obce Pardes Chana dosahovalo 22 437 dunamů (22,437 km²) a Karkuru 6 136 dunamů. Obě obce byly evidovány jako soukromě hospodařící vesnice typu mošava. V Pardes Chana tehdy žilo už 2 700 lidí, v Karkuru 850. Po roce 1948 v souvislosti s vlnou židovských přistěhovalců vznikl v Pardes Chana přistěhovalecký tranzitní tábor (takzvaná Ma'abara).
Počet obyvatel v obou obcích prudce narůstal a měnil je v městská sídla, která územně srůstala do jednoho urbanistického celku. V Pardes Chana se začal 50. letech rozvíjet průmysl (potravinářská firma Tabori - תבורי‎). Roku 1969 byly obce Pardes Chana a Karkur sloučeny.

## Demografie
Podle údajů z roku 2009 tvořili naprostou většinu obyvatel Židé – přibližně 30 000 osob (včetně statistické kategorie „ostatní“, která zahrnuje nearabské obyvatele židovského původu, ale bez formální příslušnosti k židovskému náboženství, přibližně 31 100 osob). Populace Pardes Chana-Karkur je smíšená, tedy složená ze sekulárních i nábožensky založených Židů. Podíl nábožensky orientovaných obyvatel je cca 25 %. Ve městě působí víc než 40 synagog.
Jde o středně velkou obec městského typu s dlouhodobě mírně rostoucí populací. K 31. prosinci 2015 zde žilo 38 000 lidí.
| Rok  | Obyvatelé |
| ---- | --------- |
| 1969 | 13 300    |
| 1970 | 13 400    |
| 1971 | 13 800    |
| 1972 | 13 600    |
| 1973 | 14 500    |
| 1974 | 14 700    |
| 1975 | 14 900    |
| 1976 | 15 100    |
| 1977 | 15 100    |
| 1978 | 15 200    |
| 1979 | 15 600    |
| 1980 | 15 800    |

| Rok  | Obyvatelé |
| ---- | --------- |
| 1981 | 15 800    |
| 1982 | 15 900    |
| 1983 | 16 000    |
| 1984 | 16 300    |
| 1985 | 16 400    |
| 1986 | 16 200    |
| 1987 | 16 200    |
| 1988 | 16 200    |
| 1989 | 16 300    |
| 1990 | 16 900    |
| 1991 | 17 800    |
| 1992 | 18 800    |

| Rok  | Obyvatelé |
| ---- | --------- |
| 1993 | 19 400    |
| 1994 | 20 500    |
| 1995 | 22 159    |
| 1996 | 23 244    |
| 1997 | 24 826    |
| 1998 | 26 159    |
| 1999 | 27 100    |
| 2000 | 27 742    |
| 2001 | 28 410    |
| 2002 | 28 800    |
| 2003 | 29 000    |
| 2004 | 29 300    |

| Rok  | Obyvatelé |
| ---- | --------- |
| 2005 | 29 600    |
| 2006 | 29 800    |
| 2007 | 30 700    |
| 2008 | 30 400    |
| 2009 | 31 200    |
| 2010 | 32 400    |
| 2011 | 33 500    |
| 2012 | 34 800    |
| 2013 | 35 800    |
| 2014 | 36 700    |
| 2015 | 38 000    |
| 2016 | 39 600    |

| Rok  | Obyvatelé |
| ---- | --------- |
| 2017 | 41 100    |
| 2018 | 42 100    |

| Rok            | 1948  | 1950  | 1955   | 1961   |
| -------------- | ----- | ----- | ------ | ------ |
| Počet obyvatel | 9 699 | 6 600 | 10 600 | 10 593 |